# Объекты летних Олимпийских игр 1980

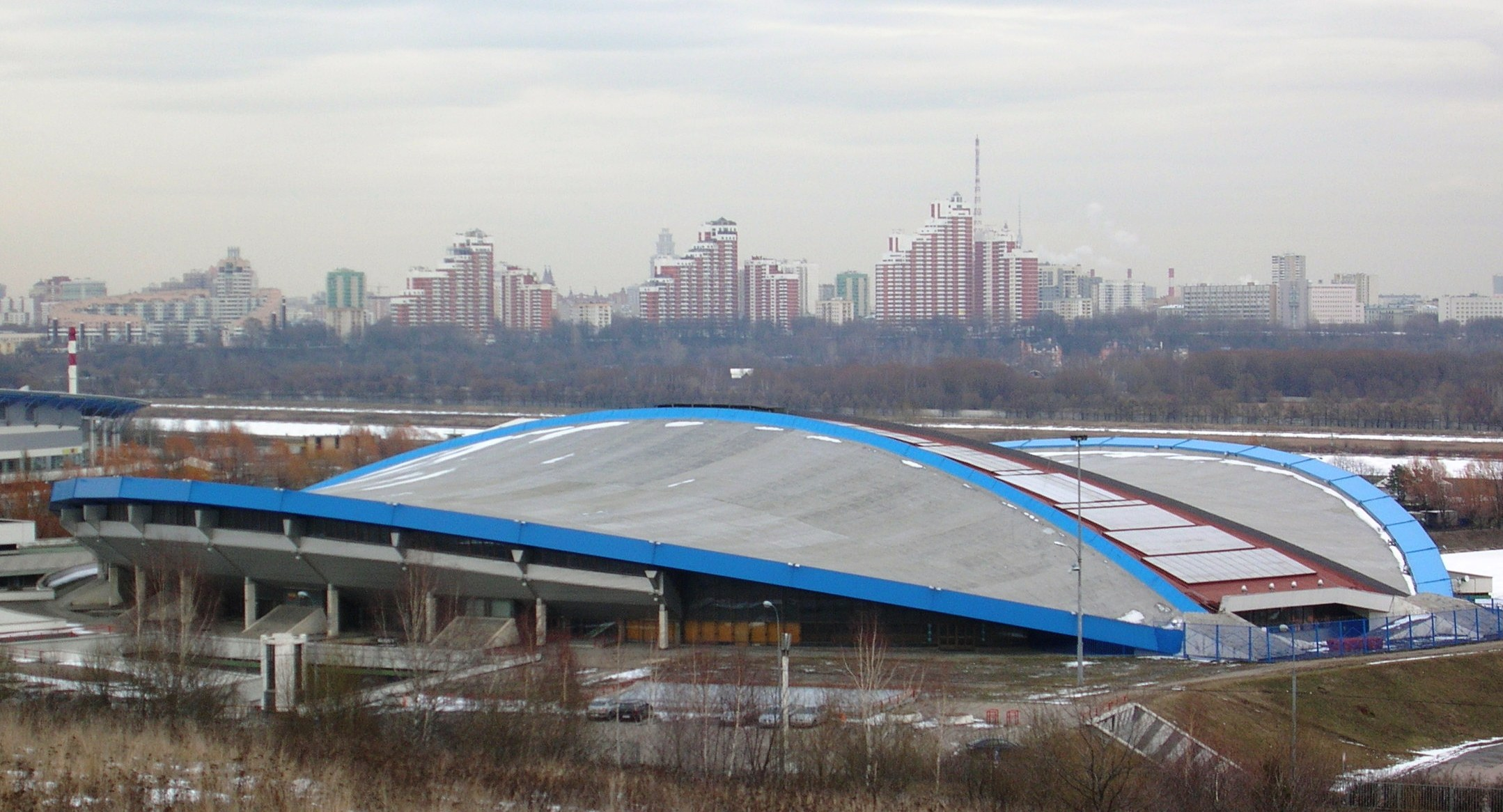
Велотрек в Крылатском. Спортивный комплекс был построен специально для Игр

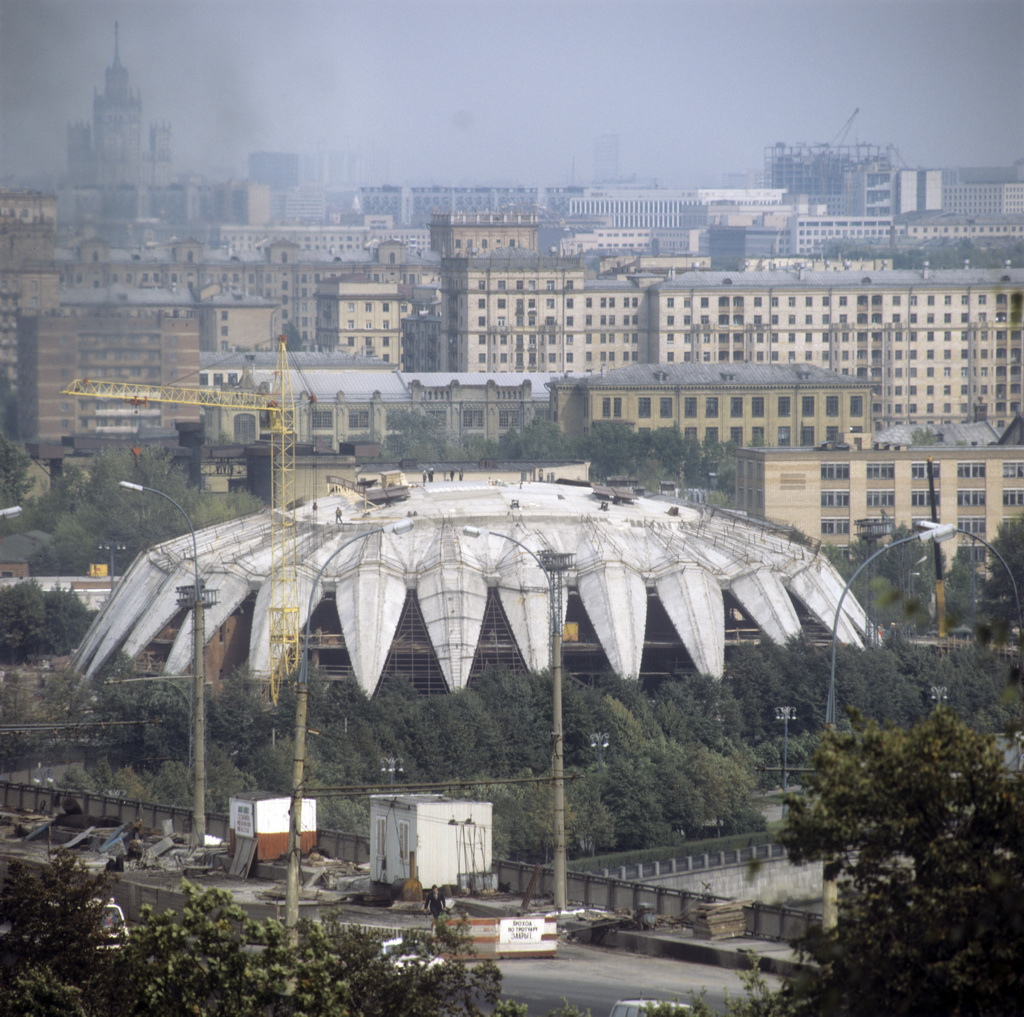
1978 год: в Лужниках к Олимпиаде строится УСК «Дружба»

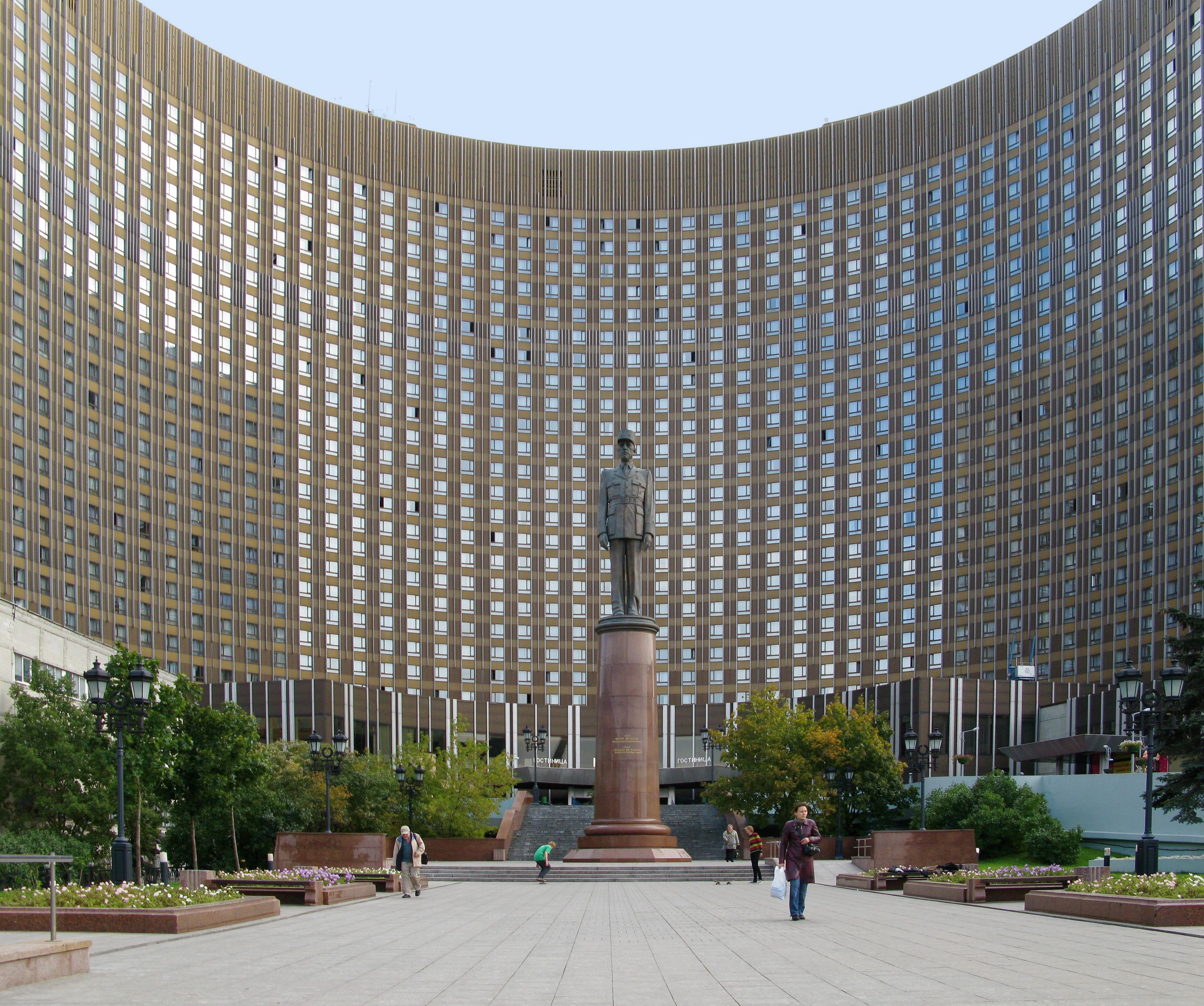
Гостиница «Космос»

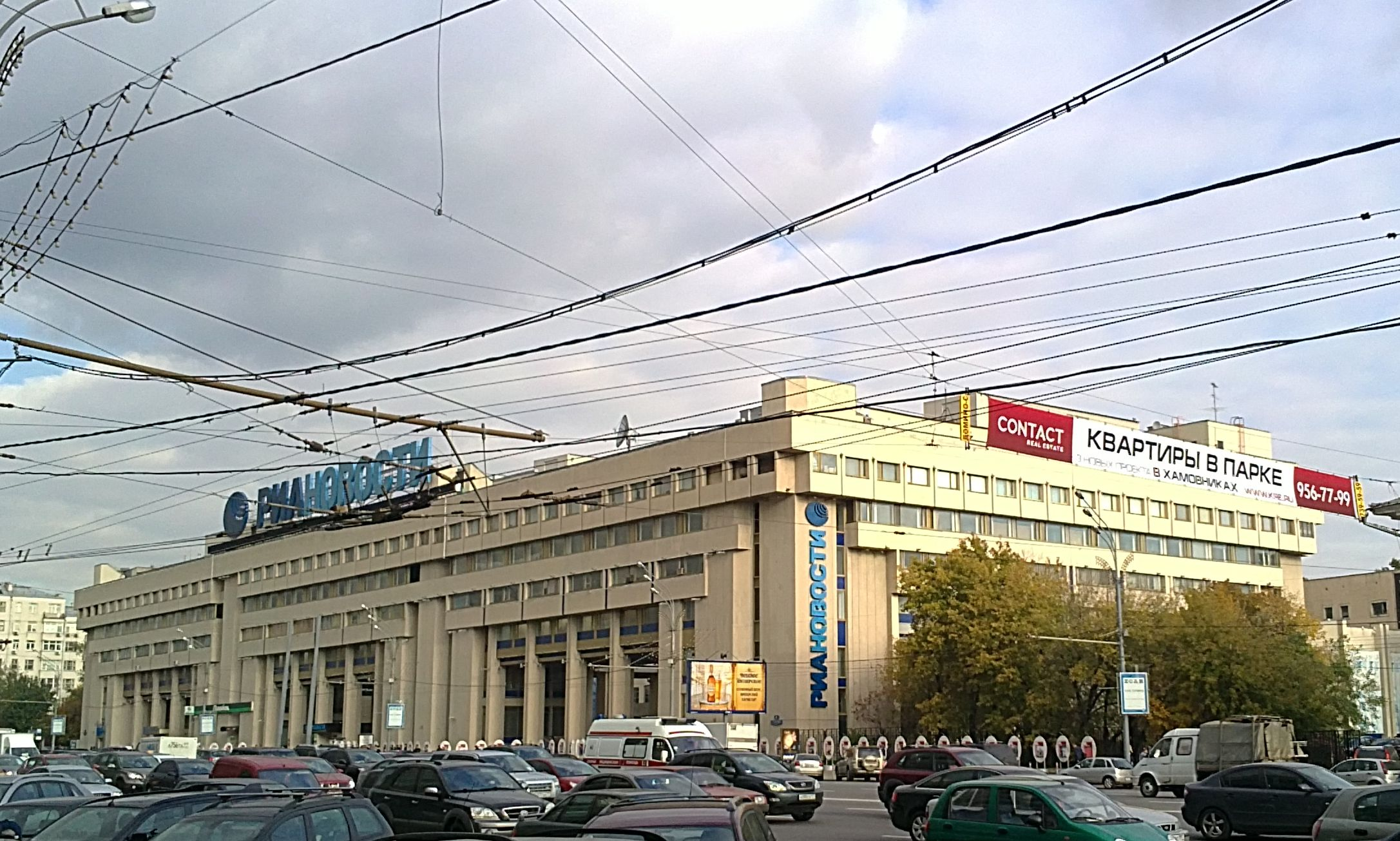
Олимпийский пресс-центр на Зубовском бульваре

Спортивные сооружения летних Олимпийских игр 1980 — спортивные и прочие здания, возведенные или реконструированные специально к Летней Олимпиаде 1980 года в Москве, Ленинграде, Киеве, Минске и Таллине.
В 1975—1980 годах в рамках подготовки к проведению Олимпийских игр в соответствии с генеральным планом развития Москвы (а также Ленинграда, Киева, Минска и Таллина), были построены и реконструированы порядка 20 спортивных и других сооружений для проведения Олимпиады. Среди них можно выделить спортивный комплекс «Олимпийский» на проспекте Мира, Центральный стадион имени В. И. Ленина (сейчас — стадион «Лужники»), АСК-3 телецентра «Останкино», аэропорт Шереметьево-2 (сейчас — терминал F аэропорта Шереметьево), стадион имени Кирова в Ленинграде, Республиканский стадион в Киеве, стадион «Динамо» в Минске, Таллинская телебашня, Олимпийский центр парусного спорта в Таллине. В Таллине проходили все олимпийские соревнования по парусному спорту в рамках Игр 1980 года.

## Москва
В июне 1971 года было принято Постановление ЦК КПСС и Совета Министров СССР «О Генеральном плане развития г. Москвы», в котором органично была реализована взаимосвязь олимпийской строительной программы с перспективным развитием города.
Согласно решению Международного Олимпийского комитета в 1974 году Москва была избрана олимпийским городом для проведения Игр XXII Олимпиады. В 1975 был создан Оргкомитет «Олимпиада-80», которому Олимпийский комитет СССР (основан в 1951) передал права и функции по подготовке и проведению Олимпийских игр.
Превращение Москвы в олимпийскую столицу выражалось в строительстве отдельных объектов и спортивных сооружений, причём в градостроительном масштабе, опираясь на опыт предыдущих олимпийских городов. «Создание олимпийского комплекса Москвы стало впервые в истории мирового градостроительства органичной составляющей в реализации Генерального плана развития города. Причём необходимо особенно подчеркнуть, что олимпийское строительство в Москве не создало никаких диспропорций в развитии города, в течение всех лет подготовки объём жилищного строительства осуществлялся и соответствии с Генпланом. В области же спортивного строительства было достигнуто значительное опережение нормативных сроков, поскольку необходимость готовности олимпийских объектов не позднее начала Игр позволило городу сразу получить целую сеть сооружений высшего класса, отвечающих требованиям международных спортивных федераций и МОК».
В 1975 году оргкомитет провел совместно со Спорткомитетом СССР, Госгражданстроем, Глав-АПУ Москвы и Союзом архитекторов СССР конкурс проектов олимпийских сооружений. В конкурсе участвовало около 500 архитекторов и инженеров из 11 проектных организаций Москвы и Ленинграда. В число конкурсных объектов вошло 6 сооружений: крытый велотрек, конноспортивная база, крытый плавательный бассейн, три спортивных зала. Ещё одна конкурсная тема — реконструкция существующих сооружений Центрального стадиона имени В. И. Ленина. Дополнительная идея состояла в том, все олимпийские сооружения и после Игр продолжали обеспечивать потребности москвичей в первоклассных спортивных сооружениях.
«Все олимпийские спортивные сооружения были оснащены современными информационно-техническими средствами. Созданы связанные между собой системы: судейско-информационная; автоматизированная — для управления и информационного обеспечения Олимпийских игр; радиотелевизионная (18 цветных телепрограмм и около 100 радиопрограмм на 5 континентов); пресс-службы; внутригородских и международных средств связи».
Продуманный градостроительный план предусматривал создание полицентрической структуры Москвы вместо сложившейся в течение веков моноцентрической. По новому плану город разделялся на 8 планировочных зон, и каждый из них должен был иметь свой общественно-культурный центр. «Центры планировочных зон объединятся в систему общегородского центра, представляя собой крупные архитектурные ансамбли. Исходя из этой полицентрической системы развития города и с учётом уже сложившихся крупных московских спортивных центров (в Лужниках, на Ленинградском проспекте и других), было решено создать семь основных олимпийских спортцентров: на севере — общегородской спортивный центр в районе Проспекта Мира; на западе — общегородской спортивный центр в Крылатском: на северо-западе — спортивный центр в районе Ленинградского проспекта; на востоке — спортивный центр Сокольники — Измайлово; на юге — конноспортивную базу в районе Битцевского лесопарка; на юго-западе — Лужники и Олимпийскую деревню. Таким образом, практически каждая, определённая Генеральным планом развития Москвы, планировочная зона получила к 1980 году свой крупный спортивный центр, отвечающий высоким международным олимпийским стандартам».
В г. Химки, недалеко от аэропорта Шереметьево был построен Международный молодёжный лагерь «Олимпиец» для приема гостей Олимпийских игр.

## Ленинград

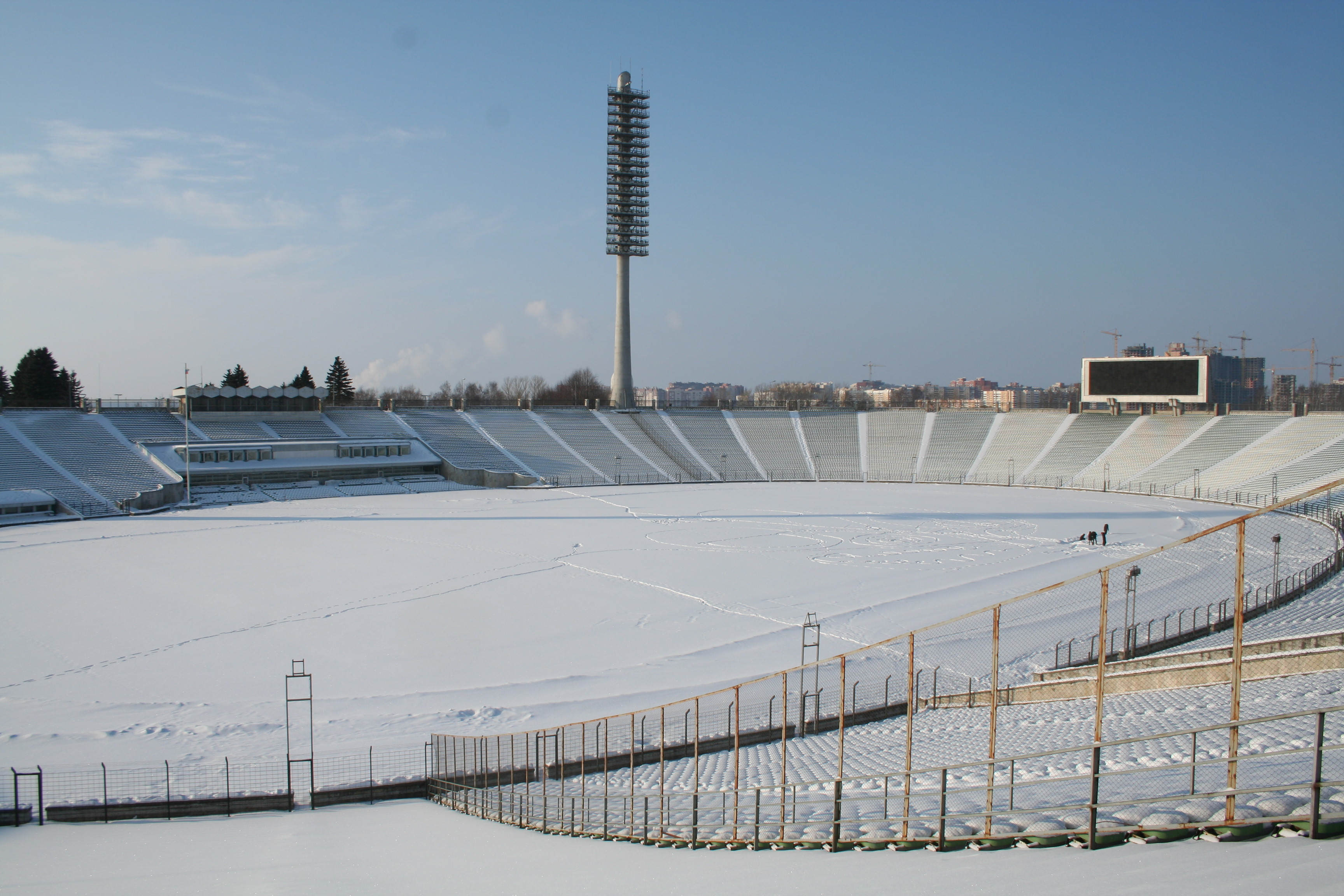
Стадион имени С. М. Кирова.
Для соответствия требованиям FIFA матчи в темное время суток должны проводиться с системой прожекторного освещения, каковых на этом стадионе вовсе не существовало до момента реконструкции 1979 года

Перед проведением матчей футбольного турнира Олимпийских игр 1980 года стадион имени Кирова был глобально реконструирован. По кольцевому краю чаши стадиона установлены четыре мачты освещения, построена новая комментаторская кабина и VIP-ложа на части трибун 52-2 секторов, изменена конфигурация количества и ширины мест сидений на секторах. Вследствие проведения этих мероприятий вместимость стадиона сократилась до 72 000 зрителей. В рамках проведения футбольного турнира Олимпиады 1980 на стадионе было проведено 6 матчей группового этапа и 1 четвертьфинал.

## Киев
В 1977—1980 годах на Киевском Центральном стадионе, переименованном в 1980 году в «Республиканский стадион», была проведена реконструкция, в связи с подготовкой к Олимпийским играм 1980 года. Спортивный комплекс был реконструирован и обновлен: на ледовом комплексе была установлена жёсткая крыша, построен новый вантовый трамплин для прыжков на лыжах (теперь их стало 2) с искусственным покрытием позволявшим проводить тренировки летом. На футбольном стадионе была установлена чаша для олимпийского огня, обновлены табло и установлены новые осветительные опоры оригинальной конструкции высотой 82 метра и имевшие по 132 лампы, мощностью по 3,5 кВт.
На легкоатлетическом ядре гаревая дорожка была заменена на синтетическую.
При обновлении сидений была сохранена вместительность: 100 062 посадочных места и 4 000 мест для прессы. В рамках Летних Олимпийских игр 1980 года здесь состоялись футбольные матчи команд Алжира, Ирака, Испании, Коста-Рики, ГДР, Сирии и Финляндии. Было проведено шесть матчей группового турнира и один четвертьфинал.

## Минск
В 1978—1980 годах в рамках подготовки к матчам футбольного турнира летних Олимпийских игр 1980 года стадион «Динамо» в Минске подвергся значительной реконструкции. Территория стадиона была расширена и огорожена новым забором с символикой Олимпиады-80. Была построена современная центральная трибуна, вместо прежней старой. Установлены новые большие осветительные мачты с мощными прожекторами, новое футбольное табло, а также факельная чаша для олимпийского огня.
Во второй половине июля 1980 года на стадионе состоялись 7 матчей олимпийского футбольного турнира, в том числе 1 четвертьфинал:
20 июля. Группа C. Алжир — Сирия 3:0
21 июля. Группа D. Югославия — Финляндия 2:0
22 июля. Группа C. Испания — Сирия 0:0
23 июля. Группа D. Югославия — Коста-Рика 3:2
24 июля. Группа C. Испания — Алжир 1:1
25 июля. Группа D. Югославия — Ирак 1:1
27 июля. 1/4 финала. Югославия — Алжир 3:0

## Таллин
В июне 1980 года было завершено строительство Олимпийского центра парусного спорта — комплекса сооружений в таллинском районе Пирита, куда входили речная и морская гавани, яхт-клуб с эллингами и мастерскими, пресс-центр и олимпийская деревня.
Таллинская телебашня была построена к парусной регате, проведенной в Таллине в рамках XXII летних Олимпийских игр в Москве. Первый камень был заложен 30 сентября (по некоторым данным, на 5 дней раньше — 25 сентября) 1975 года. Официальное открытие телебашни состоялось 11 июля 1980 года. Смотровая площадка, расположенная на высоте 170 метров, была открыта для посетителей до 26 ноября 2007 года, после чего её закрыли на реконструкцию. После ремонта башня вновь открыла двери для посетителей 5 апреля 2012 года.
Архитекторами сооружения являются Давид Басиладзе и Юрий Синис, инженерами — Владимир Обыдов и Евгений Игнатов, прорабом — Александер Эхала.
Башня состоит из железобетонного ствола высотой 190 метров и закрепленной на нём металлической мачты высотой 124 метра. Внизу башни располагается двухэтажное здание с оборудованием, вестибюлями и конференц-центром. Диаметр башни в нижней части составляет 15,2 м, а толщина стены — 50 см. На уровне 140 метров и выше диаметр башни сокращается до 8,2 м. На строительство ушло 10000 м³ бетона и 1900 тонн железа.

## Список

### Спортивные сооружения
- Конноспортивный комплекс в Битцевском лесу, Балаклавский проспект, д. 33. Строительство началось в 1977 году.
- Динамо (дворец спорта), ул. Лавочкина, д. 22. Строительство началось в 1977 году. Здесь состоялись соревнования по гандболу[3].
- Реконструкция стадиона «Динамо» (малая спортивная арена, теннисный корт, административное здание «Динамо», благоустройство территории). Архитектурно-проектная мастерская № 20, Моспроект[6]
- Стадион «Дружба», Лужнецкая набережная, д. 24, стр. 5. По проекту архитекторов И. А. Рожина, Ю. Большакова и В. Тарасевича (Моспроект-2[7]) располагается на набережной Москвы-реки, и напоминает по форме морскую звезду.
- Спортивный комплекс «Измайлово», Сиреневый бульвар, д. 2. Построен в 1980 году по проекту архитекторов И. Гунстома и Н. Смирнова.
- Крылатское (гребной канал). Моспроект-2[7]
- Крылатское (велотрек), Крылатская улица, д. 10. Строительство велотрека по проекту авторского коллектива, возглавляемого архитекторами Н. И. Ворониной и А. Г. Оспенниковым продолжалось с 1977 по 1979 годы.
- Крылатское (велотрасса): длина 13,6 км; ширина 7 м.
- Крылья Советов (дворец спорта), улица Толбухина, д. 10, к. 4.
- Реконструкция Центрального стадиона имени В. И. Ленина (Лужники), Лужнецкая наб., д. 24.
- Олимпийский (спортивный комплекс), Олимпийский проспект., д. 16. В разработке проекта, начатого в 1977 году, участвовали несколько проектных институтов, в том числе Моспроект-2[7] с большой командой архитекторов и инженеров во главе с руководителем М. В. Посохиным. Вместе с Б. И. Тхором он был удостоен Ленинской премии за проект в 1982 году.
- Реконструкция дворца спорта «Сокольники». В ходе двухлетней реконструкции под крышу здания 1956 года было встроено пятиэтажное здание.
- Универсальный спортивный комплекс ЦСКА, Ленинградский проспект, д. 39, стр. 3.
- Футбольно-легкоатлетический комплекс ЦСКА, Ленинградский пр-т, д. 39а.
- Бассейн «Москва». Построен в 1960 году.
- Стрельбище в Мытищах.

### Гостиницы
- Аэростар, Ленинградский проспект, д.37, корпус 9.
- Космос, Проспект Мира, д. 150. Архитектура и дизайн здания с видом на ВДНХ разрабатывались совместно командой советских и французских архитекторов (В. Андреев, Т. Заикин, В. Стейскал — Моспроект-1; О. Какуб, П. Жуглё, С. Эпстейн — Франция)[8].
- Измайлово, Измайловское шоссе, д. 71. Активная фаза проектирования и строительства проходила с 1974 по 1980 год. Проектирование и авторский надзор за строительством — сначала под руководством архитектора Д. И. Бурдина (1914—1978), затем после его смерти — Ю. Р. Рабаева (1927—1993), осуществлял большой творческий коллектив архитекторов в составе: В. А. Климов, Е. В. Путятин, Ю. К. Матясов, А. С. Солдатов, В. М. Музыченко, В. А. Арялин, В. Дьяченко, А. И. Чернета, М. М. Арутчьян; инженеры: М. Н. Швехман, Е. Скородумов, Н. А. Кручинин, И. Шац, Б. Файнштейн, Б. Антонов, И. Булкин, Л. Сурмин. Проект благоустройства и озеленения — П. Б. Ивацевич, М. Баранов, Д. Петров — Моспроект-2[7]
- Молодёжная, Дмитровское шоссе, д. 27, к. 1. Коллектив Архитектурно-проектная мастерская № 2, Моспроект. За интересное объемно-пространственное и цветовое решение авторскому коллективу присуждена премия Совета министров СССР[9].
- Салют, Ленинский пр-т, д. 158. Строительство 24-х этажного по проекту архитекторов А. Б. Самсонова, А. Б. Бергельсона, А. П. Зобнина велось с 1977 по 1980 годы.
- Севастополь, ул. Б. Юшуньская, д. 1а, к. 1 и 2. Открыта в 1977 году.
- Олимпийская деревня. Проект планировки и застройки Олимпийской деревни разработан в мастерской № 15 Моспроекта-1. Руководители авторского коллектива — лауреат Ленинской премии и Государственной премии РСФСР архитектор Е. Стамо, инженер В. Костенко.
- Спорт, Ленинский проспект, д. 90/2. Снесена в 2004 году, снос признан незаконным. Здесь проживали 700 спортивных судей Олимпиады[3].
- Т. н. ДСК — «Дом Студента» на улице Кравченко, д. 7, позже превращён в общежития МГУ
- Т. н. ДСВ — «Дом Студента» по проспекту Вернадского, д № 37, позже превращён в общежития МГУ
- Центральный дом туриста, Ленинский пр-т, д. 146. Построена по проекту архитектора В. Кузьмина. Моспроект-2[7].

### Связь и транспорт
- Межрайонный сортировочный почтамт № 1
- ОТРК (Олимпийский телерадиокомплекс) — новый корпус телецентра Останкино. ОТРК включает 22 телевизионных студии и центральную аппаратную (ЦА)[10].
- Олимпийский коммутационный центр (ОКЦ)
- Олимпийский пресс-центр на Зубовском бульваре, д. 4 (ныне — здание РИА Новости). Архитекторы: Виноградский И., Антонов В., Дубовский А., Калмыков Ю., Файбисович С. Инженеры: Берклайд М., Хаджибаронов С., Горшкова Н., Солдатов Э. Премия Совета Министров СССР[11].
- Терминал аэропорта Шереметьево-2.

### Административные здания
- Оргкомитет летних Олимпийских игр-1980 с 1975 года распологалался в особняке Мазуриных 1872 года постройки (надстроен в 1927-м) на ул. Горького (сейчас ул. Тверская, 22А). Ныне это здание называется «Домом экономиста» и в нем находится штаб-квартира Международного союза экономистов.